# Biografisch Portaal
Biografisch Portaal (Biografski portal) temelji na pobudi Inštituta Huygens za nizozemsko zgodovino v Haagu z namenom, da bi bila nizozemska biografska besedila bolj dostopna. 
Projekt so začeli februarja 2010 z gradivom za 40.000 digitaliziranih biografij. Cilj projekta je bil omogočiti digitalni dostop do vseh zanesljivih informacij o (pokojnih) prebivalcih Nizozemske od najzgodnejših začetkov zgodovine do sodobnega časa.
Nizozemska kot geografski izraz vključuje tudi nekdanje kolonije, izraz "prebivalci" pa se nanaša na ljudi, rojene na Nizozemskem in v njegovih nekdanjih kolonijah, pa tudi na ljudi, rojene drugje, vendar dejavne na Nizozemskem in v njegovih nekdanjih kolonijah. Dostop do Biografisch Portaal je na voljo brezplačno prek spletnega vmesnika. 
Novembra 2012 je Biografisch Portaal vseboval 80.125 oseb v 125.592 življenjepisih. Februarja 2012 so začeli nov projekt, imenovan "BiographyNed", da bi ustvarili analitično orodje za uporabo z Biografisch Portaal, ki bo povezal biografije z dogodki v času in prostoru. Glavni cilj triletnega projekta je oblikovanje „meja Nizozemske“.